# Diodoro Cronos
Diodoro Cronos o Diodoro Crono (en griego: Διόδωρος Κρόνος; muerto c. 284 a. C.) fue un filósofo griego que vivió en la corte de Alejandría durante el reinado de Ptolomeo I. Perteneció a la escuela megárica de la que fue uno de sus líderes.
Fue famoso por sus habilidades dialécticas por las que fue llamado διαλεκτικός, o διαλεκτικώτατος. Sus descendientes llevaron el apellido de Dialéctico incluidas las hijas.
Se ocupó de elaborar una teoría para poner a prueba propuestas hipotéticas. Rechazó la división de las nociones fundamentales; mantuvo que el espacio era indivisible y rechazó la existencia de duplicidades en el tiempo y el espacio, pero admitió que las cosas que llenaban el espacio se podían descomponer en infinitos número de partículas acercándose a las teorías atomistas de Demócrito.